# Ємельяненко В'ячеслав Олегович
В'ячеслав Олегович Ємельяненко (рос. Вячеслав Олегович Емельяненко; нар. 1 травня 1995, Москва, Росія) — російський футболіст, захисник та півзахисник.

## Життєпис
Вихованець столичного «Торпедо». Кар'єру розпочав у молодіжній команді пермського «Амкара». Дорослу футбольну кар'єру розпочав 2014 року в «Спортакадемклубі» з аматорського чемпіонаті Росії. Декілька років виступав у першості ПФЛ за ялтинську «Жемчужину» та смоленський «Дніпро» / ЦРФСО.
У 2017 році грав у командах першої ліги Литви «Таурас» та «Вітіс».
У березні 2018 року опинився в латвійському клубі вищої ліги «Єлгава». Дебютував 1 квітня в матчі першого туру проти «Спартакса» Юрмала (1:0).
У 2019 році грав за фейкову «Євпаторію» у т. зв. «Прем'єр-лізі Криму», а завершував кар'єру у ізраїльському нижчоліговому клубі «Шишмон» (Кафр-Касем).